# Коналю
Коналю — первая в Советском союзе, а затем и России фирма по производству бронированных автомобилей для инкассации. Наименование «Коналю» взято от сокращения словосочетаний «конструкционный алюминий».
Первый бронеавтомобиль «Коналю-2928» был собран в августе 1990 года на полноприводном шасси УАЗ.
К 1994 году Сертификаты НИИ спецтехники МВД РФ получили пять машин. В категории «А» бронированный автомобиль — фургон «Коналю — 2928» (торговая марка «Коналю — 330») на шасси УАЗ — 3962; модель «Броспер», также на шасси УАЗа производства ассоциации ЭЛЛУР (Ульяновск); и броневик центра гибких технологий (Москва). В категории «Б» соответствие требованиям ГОСТа было задокументировано в отношении модели СА — 3980 на шасси ЗИЛ производства АО «Мытищинский машиностроительный завод» (Метровагонмаш) и автомобиля «Коналю — 4828» на шасси «Урала».

## История
- 17 ноября 1989 года был зарегистрирован устав кооперативa «Коналю».
- 15 августа 1990 года была зарегистрирована научно-производственная фирма «Коналю». В дальнейшем НПФ «Коналю» была реорганизована в ТОО НПФ «Коналю», устав которого зарегистрирован 19 мая 1994 года.
- ТОО НПФ «Коналю» было реорганизовано в ООО НПФ «Коналю» 11 декабря 1998 года.[7][8].
- В августе 2001 года фирма «Коналю» вошла в холдинг «АвтоМастер»[3].

Инициатором создания, Учредителем и президентом научно-производственной фирмы «Коналю» являлся Бабиков Юрий Анатольевич.

## Модификации

#### Коналю-2928
«Коналю-2928», изготавливался на шасси УАЗ-31512. В стандартный комплект «броневика» «Коналю-2928» включались система броневой защиты, система обеспечения оборонительного огня, состоявшая из шести бойниц с запирающимися крышками, система звуковой сигнализации со светосигнальным устройством и управлением с места водителя, система дистанционного открывания дверей с места водителя, система отопления и вентиляции, последняя включала штатную систему отопления автомобиля УАЗ и два дополнительных вентиляционных люка.

В состав оборудования салона входили три сиденья, откидная крышка-столик на спинке сиденья водителя, и места крепления оружия. Габаритная длина модели «2928» 4073 мм, высота — 2172 мм. Полная масса спецавтомобиля приближалась к 2400 кг, полезная нагрузка не превышала 500 кг.

#### Коналю-29281
Модификацией модели «Коналю-2928» стал специальный бронированный автомобиль, получивший код модификации «29281», он был полностью бронирован. В данной модификации бронирование являлось комбинированным: цельнометаллический кузов варился из титановых листов, а штатные детали кузова базового автомобиля защищались изнутри. Степень защиты такого автомобиля была повышена до класса В-З, конструкторам удалось сохранить основные технические характеристики базовой машины. Назначение этой модификации — несение патрульной службы и выполнение оперативных мероприятий в условиях повышенной опасности.

#### Коналю-330
Коналю-330 на шасси УАЗ-3962, УАЗ-3741 либо УАЗ-2206 выпускался в модификациях «330-20» (машина для перевозки ценностей) и «330-30» (обменный пункт валюты). Система броневой защиты обеих модификаций состояла из бронированной облицовки передка, стен, окон и дверей, обеспечивающих 2-й уровень защиты, а облицовка их «укороченных» вариантов — «330-20Т» и «330-30Т», выполненная на основе титановых сплавов, — 3-й уровень защиты. Пуленепробиваемые стеклоблоки соответствовали 3-му уровню защиты.
Все «броневики» серии «Коналю-330» имели усиленные петли дверей кабины, перегородку со сдвижной дверью, установленную между отсеком охраны и грузовым отсеком, а также систему обеспечения оборонительного огня: 6 бойниц у машины для перевозки ценностей и 8 — у обменного пункта валюты. Полная масса спецавтомобиля составляла 2800 кг, полезная нагрузка — 600 кг. В зависимости от комплектации «Коналю» и численности экипажа, в нём можно было перевозить от 120 до 560 кг ценностей.

#### Коналю-4828
Изготавливался на шасси грузового автомобиля «Урал-43203-01», впервые представлен в 1993 году на автосалоне, проходившем в столичном краснопресненском выставочном комплексе.
Полная масса «броневика» составляет 13 275 кг, полезная нагрузка 3830 кг, базировался на штатном кузове типа «КУНГ» модели «К-4320», выпускавшимся серийно прежде всего для нужд военного ведомства, Шумерлинским заводом спецавтомобилей. Коналю-4828 имел полное бронирование, включая защиту топливного бака с помощью объемных и плоских навесных панелей. У машины имелись три функциональных отсека, кабина водителя, помещение для охраны и грузовое помещение. Кабина водителя и помещение для охраны были соединены переходом — это позволяло водителю и экипажу более эффективно выполнять задачи по защите ценностей от нападения. Конструкция бронеавтомобиля подразумевала защиту от всех видов пистолетов, гладкоствольного оружия и автомата АК-74 (класс В-4).

Основное направление использования «броневика» определило использование базового шасси — «Урал-43203-01» обладающего исключительно высокой проходимостью. По мнению создателей, он оказался бы особенно ценен для отраслей, связанных с добычей алмазов, золота и других драгметаллов. Так же не исключалась и возможность использования такого инкассационного автомобиля в городах, где требовался подвоз крупных партий денег из типографий Гознака.